# Straffekoloni
En straffekoloni var et koloniseret område, der blev drevet med straffefanger som arbejdskraft. Fordelene var mange. Fangerne kunne ikke flygte til det samfund, de kom fra, og deres arbejdskraft kunne udnyttes. Omkostningerne var selvfølgelig transporten til kolonien.

## Straffekolonier gennem tiden

### Afrika
- Robben Island var straffekoloni fra slutningen af det 17.århundrde til 1996. Først for Storbritannien og senere Sydafrika, hvor bl.a. Nelson Mandela sad fanget.

### Asien
- Andamanerne var straffekoloni for briterne fra 1789-1796 og 1857-1947.
- Sakhalin var straffekoloni for Rusland fra 1857.

### Sydamerika
- Djævleøen var straffekoloni for Frankrig fra 1852-1946. Her sad bl.a. den jødiske officer Alfred Dreyfuss og Henri Charrière, som senere skrev bogen Papillon om sit liv i og omkring fangelejren.

### Australien

#### New South Wales
New South Wales blev etableret som en straffekoloni i 1788. Den første koloni lå omkring hvor nutidens Sydney ligger. Transporten af kriminelle hertil fortsatte til 1840.

#### Tasmanien
Englænderne brugte Tasmanien som fangelejr for over 150 år siden. Lejren hed Port Arthur, og resterne er nu museum på en halvø sydøst for  hovedstaden Hobart. 
Fangelejeren var et frygtingydende sted, hvor mange børn og voksne måtte lade livet. Port Arthur var et glimrende sted at placere en fangelejr. Straffefangerne havde ikke mulighed for at flygte, fordi de var omgivet af hav. Det eneste sted de kunne slippe væk fra halvøen var ved Eaglehawak Neck, men her havde fangevogterne placeret udhungrede hunde, som åd alt hvad der prøvede at krydse strædet.
I fangelejren blev der produceret mursten. De kan kendes på fangernes mærker i form af fingeraftryk. Tasmanien stoppede med at være en straffekoloni i 1853.